# Togodumno
Togodumno (m. 43) fue un caudillo de los catuvellani, primogénito del rey Cunobelinus, y hermano de Carataco, quien sería el principal líder de la resistencia contra la invasión romana.

## La conquista
En la Britania previa a la invasión romana podían reconocerse tres áreas de influencia: el reino de los Brigantes al norte, las tribus de Gales al oeste y el área de hegemonía de los catuvellani.
En el 43  d. C. el emperador Claudio reemprendió la conquista romana de Britania, encargando el mando de cuatro legiones a Aulo Plaucio, con la excusa de reponer en el trono a Verica, un rey exiliado de los atrébates. La principal resistencia la opuso una confederación de las tribus de los catuvellani y los trinovantes, liderada por Carataco (Caradawc) y Togodumno, los hijos del rey de los catuvellani, Cunobelinus, que había muerto a los inicios del ataque. Ambos eran activos miembros del partido de los druidas, opuestos a la influencia romana.
La resistencia de guerrillas fue rápidamente superada y los britanos fueron vencidos en las batallas del Medway y del Támesis, en la que Togodumno resultó muerto.
Plaucio consiguió tomar su capital, Camulodunum (actual Colchester) y la sumisión de los once líderes del sudeste de Britania, entre ellos los de los atrébates, los icenos y la reina de los Brigantes Cartimandua. 
Carataco consiguió huir al oeste y se convirtió en líder de la resistencia, centrada en Gales.